# József Szlávy

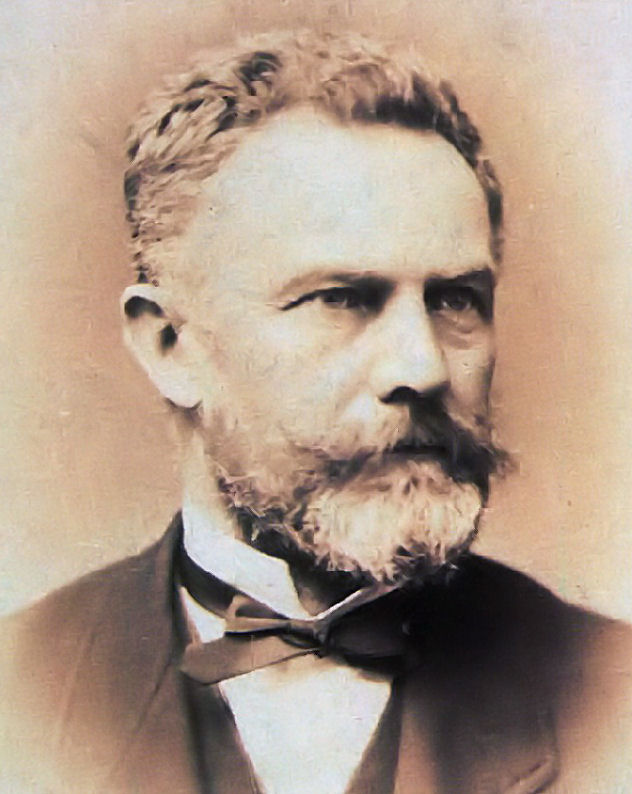
József Szlávy.

József Szlávy, född 23 november 1818 i Győr, död 9 augusti 1900 i Zsitvaújfalu, var en ungersk politiker. 
Szlávy dömdes för sitt deltagande som statstjänsteman i 1848–49 års händelser av österrikarna till fem års fängelse, men frigavs 1852. Han inträdde 1861 åter i statstjänst, blev 1870 handelsminister, var 1872–74 ministerpresident och 1880–82 gemensam österrikisk-ungersk finansminister. Åren 1879–80 var han deputeradekammarens och 1894–96 överhusets president. År 1880 utnämndes han till ungersk "kronbevarare".